# العلاقات المجرية الميكرونيسية
العلاقات المجرية الميكرونيسية هي العلاقات الثنائية التي تجمع بين المجر وولايات ميكرونيسيا المتحدة.

## مقارنة بين البلدين
هذه مقارنة عامة ومرجعية للدولتين:
| وجه المقارنة                                              | المجر                                                       | ولايات ميكرونيسيا المتحدة |
| --------------------------------------------------------- | ----------------------------------------------------------- | ------------------------- |
| المساحة (كم2)                                             | 93.04 ألف                                                   | 702                       |
| عدد السكان (نسمة)                                         | 9.78 مليون                                                  | 105.54 ألف                |
| الكثافة السكانية (ن./كم²)                                 | 105.12                                                      | 15.03 ألف                 |
| العاصمة                                                   | بودابست                                                     | باليكير                   |
| اللغة الرسمية                                             | لغة مجرية                                                   | لغة إنجليزية              |
| العملة                                                    | فورنت مجري                                                  | دولار أمريكي              |
| الناتج المحلي الإجمالي (بليون دولار)                      | 139.14 مليار                                                | 336.43 مليون              |
| الناتج المحلي الإجمالي (تعادل القوة الشرائية) بليون دولار | 260.42 مليار                                                | 365.27 مليون              |
| الناتج المحلي الإجمالي الاسمي للفرد دولار أمريكي          | 12.36 ألف                                                   | 3.02 ألف                  |
| الناتج المحلي الإجمالي للفرد دولار أمريكي                 | 25.07 ألف                                                   |                           |
| مؤشر التنمية البشرية                                      | 0.828                                                       | 0.640                     |
| رمز المكالمات الدولي                                      | +36                                                         | +691                      |
| رمز الإنترنت                                              | .hu                                                         | .fm                       |
| المنطقة الزمنية                                           | ت ع م+01:00، ت ع م+02:00، أوروبا/بودابست ‏، توقيت وسط أوروبا |                           |

## منظمات دولية مشتركة
يشترك البلدان في عضوية مجموعة من المنظمات الدولية، منها:
| علم المنظمة | اسم المنظمة                               | تاريخ انضمام المجر | تاريخ انضمام ولايات ميكرونيسيا المتحدة |
| ----------- | ----------------------------------------- | ------------------ | -------------------------------------- |
|             | مؤسسة التنمية الدولية                     | 29 أبريل 1985      | 24 يونيو 1993                          |
|             | يونسكو                                    | 14 سبتمبر 1948     | 19 أكتوبر 1999                         |
|             | وكالة ضمان الاستثمار متعدد الأطراف        | 21 أبريل 1988      | 11 أغسطس 1993                          |
|             | الأمم المتحدة                             | 14 ديسمبر 1955     | 17 سبتمبر 1991                         |
|             | البنك الدولي للإنشاء والتعمير             | 7 يوليو 1982       | 24 يونيو 1993                          |
|             | الاتحاد الدولي للاتصالات                  | 1866               | 18 مارس 1993                           |
|             | منظمة حظر الأسلحة الكيميائية              | ?                  | ?                                      |
|             | مؤسسة التمويل الدولية                     | 29 أبريل 1985      | 24 يونيو 1993                          |
|             | المركز الدولي لتسوية المنازعات الاستشارية | 6 مارس 1987        | 24 يوليو 1993                          |

## وصلات خارجية
- موقع وزارة الخارجية المجرية